# Галичина TV
Івано-Франківське обласне телебачення «Галичина» (у соціальних мережах — «Галичина TV») — український регіональний телеканал, який почав мовлення у 1991 році. Це єдиний телеканал на Івано-Франківщині, який здійснює цілодобове супутникове та цифрове мовлення (Т2), а також представлений у кабельних мережах та загальнонаціональних IPTV та ОТТ-платформах. Канал відіграє важливу роль у висвітленні подій регіону, поширюючи новини, аналітичні, пізнавальні, розважальні та дитячі програми .

## Історія телеканалу
Ідея створення обласного телебачення в Івано-Франківську належить Ользі Бабій, першій директорці телеканалу. Телеканал був заснований 7 листопада 1990 року, а вже 30 листопада 1991-го "Галичина" почала регулярно виходити в ефір. Спочатку телебачення працювало з мінімальними ресурсами — перша камера була позичена від канадської діаспори  . Логотип телеканалу створив тодішній голова облради Микола Яковина, який намалював емблему у вигляді галки з печатки князя Ярослава Осмомисла на стіні в технічній кімнаті .  
Телеканал створювався як перша своєрідна спроба громадського телевізійного мовлення на Прикарпатті. Наприкінці 1980-х — початку 1990-х років, у період перебудови та національного пробудження, "Галичина" відіграла важливу роль у демократизації Франківщини. Перший випуск новин "Вісті" вийшов в ефір за участю співведучого — відомого письменника Юрія Андруховича. Початок діяльності каналу в 1990-х накладав додаткові обов’язки на членів команди. Журналісти телеканалу брали активну участь у процесі створення незалежної України. Зокрема, синьо-жовтий прапор на франківській ратуші підняв оператор "Галичини" — Тарас Майстришин.  
Важливим досягненням телеканалу став документальний фільм "Дем’янів Лаз", над яким працював Роман Круцик спільно з оператором "Галичини" Тарасом Собком. Фільм висвітлював трагічні події в урочищі Дем’янів Лаз, де були знайдені масові поховання жертв радянських репресій. 
Телеканал  «Галичина» спершу виходив одну годину на добу  в ефірі телеканалу «Останкіно», протягом 1997—2002 вів мовлення на телеканалі «Інтер» (3 години на добу). З жовтня 2002 до серпня 2003 — дві години на добу мовлення на телеканалі УТ-1. Серпень 2003 — вересень 2004: дві години мовлення на каналі УТ-2 та 4 години мовлення на власному каналі (26 ТВК). З 2005 року канал перейшов на цілодобове мовлення . 

У 2012 році "Галичина" розпочала цифрове мовлення, ставши переможцем конкурсу на місця в мультиплексі МХ-5 у містах Івано-Франківськ (потужність передавача 500 Вт) та Долина (потужність передавача 200 Вт). Телеканал уклав угоду з ТОВ «Зеонбуд» на надання послуг із розповсюдження телепрограм у цифровому форматі. 
У квітні 2013 року відбулася перша спроба змінити керівництво телеканалу. Депутати Івано-Франківської обласної ради ініціювали спробу замінити генерального директора Ольгу Бабій, що спричинило конфлікт навколо управління каналом. Колектив телеканалу виступив зі спільною заявою, в якій засудив "спроби партизації каналу" та нав'язування політичних рішень. У заяві було зазначено: "Ми не погоджуємося зі спробами тиску, диктату, нав’язування силових рішень. Для нас принципово важливі ідеали демократії, свободи слова, поваги до людей. Вільні засоби масової інформації є запорукою демократії, прогресу, громадянського суспільства" .
Дії депутатів засудив Секретаріат Івано-Франківської обласної спілки НСЖУ, зазначивши: "Претендування деяких амбітних депутатів на редакторські посади та намагання окремих партійних структур взяти головні комунальні ЗМІ області під свій контроль свідчать про неадекватне розуміння частиною депутатського корпусу сучасних тенденцій в інформаційній сфері". Внаслідок цих подій всі сторони конфлікту  дійшли до компромісного рішення і зміни керівництва не відбулося.
У грудні 2016 року Ольга Бабій написала заяву про звільнення у зв'язку з виходом на пенсію. Депутати Івано-Франківської обласної ради призначили виконувачем обов'язків керівника її першого заступника Ігоря Дебенка, який був депутатом від партії ВО "Свобода" . У березні 2017 року Дебенка затвердили на посаді генерального директора "Галичини" .

Наприкінці 2016 року "Галичина" отримала ліцензію Національної ради з питань телебачення і радіомовлення України на супутникове мовлення  і з 16 січня розпочав трансляцію через супутник Amos-2 .
У березні 2019 телеканал  “Галичина” першим серед усіх телеканалів Прикарпаття перейшов на мовлення в HD-якості, що відповідає сучасній європейській та світовій технічній якості передачі телевізійного сигналу. Як повідомив Ігор Дебенко: "Починаючи з січня, ми поступово перейшли з формату мовлення 3×4 у звичний сучасний формат 16×9, оновили “Вісті” й крок за кроком покращували та вдосконалювали якість картинки”" .
У 2021 році Національна спілка журналістів України, за підсумками творчого конкурсу, присвяченого 30-річчю Незалежності України, назвала "Галичину" переможцем у номінації "Кращий регіональний телеканал" .

У 2022 році телеканал «Галичина» збільшив територію охоплення цифровим сигналом T2 в Івано-Франківській області на ще один передавач – розташований у Стримбі Надвірнянського району , а з листопада 2023 дивитися програми телеканалу у мережі Т2 можуть мешканці Калуської громади. 
Як зазначив генеральний директор ОТБ “Галичина” Ігор Дебенко: "Як би це передоксально не звучало, але гірський характер території Прикарпаття і сьогодні не дозволяє повністю охопити усю область сигналом цифрового мовлення Т2, що в сучасних реаліях відіграє значну соціальну функцію. Існуючі вишки Концерну радіомовлення, радіозв'язку та телебачення (ІФФ КРРТ) – просто «фізично» не накривають всю область. З цієї причини «Галичина» свого часу розпочала паралельно супутникове мовлення, щоби кожен охочий мав доступ до програм обласного телебачення, розвивало співпрацю з кабельними провайдерами області та країни загалом, OTT-сервісами та IPTV-платформами".

## Територія мовлення
«Галичина» провадить цілодобове супутникове та цифрове  мовлення. Частка програм власного виробництва — 12 годин на добу, передачі ведуться виключно українською мовою.

### Параметри супутникового мовлення
| Супутник         | Стандарт | Частота, МГц | Символьна швидкість | Поляризація       | FEC | Формат зображення |
| ---------------- | -------- | ------------ | ------------------- | ----------------- | --- | ----------------- |
| Astra 4A (4.8°E) | DVB-S2   | 12073        | 30000               | горизонтальна (H) | 2/3 | MPEG-4            |

### Параметри цифрового мовлення
- м. Івано-Франківськ — 0,5 кВт;
- м. Долина — 0,2 кВт;
- с. Дебеславці( Коломийського р-ну) — 0,1 кВт;
- г. Рокита Велика ( с. Микуличин, Яремчанська міськрада) — 0,1кВт;
- м. Бережани — 0,2 кВт
- с. Стримба Надвірнського р-ну - 0,01 кВт
- м. Калуш - 0,01 кВт

## Програми та діяльність студії
Основний контент каналу — це новини, аналітичні та дискусійні програми, а також культурно-просвітницькі, розважальні та дитячі передачі. Окрім регулярних програм, "Галичина" займається створенням спеціальних проектів, документальних фільмів та репортажів, які відображають ключові події регіону. Також студія активно співпрацює з місцевими громадськими організаціями та державними установами для висвітлення важливих соціальних тем, таких як екологія, здоров'я, освіта та громадянське суспільство. 
"У проєктах телеканалу подекуди відверто піарять представників обласної ради (засновників медіа) та регулярно надають слово керівникам ОВА. Але видають в етер ґрунтовні сюжети та багато неновинних проєктів різної спрямованості" - висновок дослідження якості контенту регіональних телеканалів, які проводив "Детектор медіа" 2023 року. 

#### Основні програми
- "Вісті" – щоденна інформаційна програма, яка висвітлює актуальні події регіону та країни. Програма виходить у кілька випусків на день, надаючи оперативну інформацію з місця подій. "Вісті" є основною новинною програмою телеканалу з моменту його заснування.
- "Про головне в деталях" – студійні інтерв'ю щодо найважливіших подій та питань, що хвилюють мешканців Івано-Франківщини. У студію запрошуються місцеві політики, активісти та експерти для обговорення різних аспектів суспільного життя.
- "Позиція Галичини" – інтерактивне суспільно-політичне ток-шоу, яке має на меті шукати відповіді на актуальні питання життєдіяльності Прикарпаття і країни в цілому. Програма провокує дискусії, задає орієнтири та висвітлює позицію краю щодо ключових подій[22][23]. Глядачі можуть брати активну участь у програмі через коментарі на Facebook-сторінці телеканалу, ставити запитання учасникам та брати участь в опитуваннях у реальному часі.
- "Вулиця"  – пізнавальна програма  про день учорашній та сьогоднішній з життя мікрорайонів міста Івано-Франківська. Ініціатором її створення був відомий український телережисер Володимир Кукуруза, ідею автора підхопили журналіст Іван Нікітін, а також відомий краєзнавець Михайло Головатий. Програма дійсно розпочиналася із показу вулиць Івано-Франківська, а потім ініціатори вирішили розиватися і плавно перейшли до розповідей про окремі будинки, архітектурні пам’ятки, створили цілі цикли програм про храми і замки Прикарпаття, відзняли ряд програм присвячених ювілею Івано-Франківська, а ще розповідали про інші районні центри області[24].
- "Корисно знати"  – програма Лілії Боднарчук про красу, здоров'я, затишок у домі й багато іншого. Щотижня глядачі дізнаються про правильне харчування, активний відпочинок, догляд за собою та створення затишку в домі. Кваліфіковані спеціалісти обговорюють важливі та актуальні теми сучасності, надаючи поради для підтримання гарного настрою, здоров'я та досконалого зовнішнього вигляду.
- "Наші люди звідусюди" – авторський проект Оксани Лісовської, який розповідає історії людей, які були змушені покинути свої рідні домівки через війну і оселитися на Прикарпатті. Вони приїхали без матеріальних речей, але привезли із собою безцінний життєвий досвід, переживання та надії. Програма знайомить глядачів із новими мешканцями краю, які приносять свої історії та культуру до регіону, збагачуючи місцеву спільноту.
- "Бути українцем"  –  це програма, яка шукає суб'єктивні відповіді на національне питання. Співрозмовники Юлії Юзьків  - це люди, які утверджують українську ідентичність у різних сферах, різних містах та навіть у різних країнах[25].
- "Окрилені відвагою"  –   авторська програма Тетяни Дадак, присвячена героям сучасної війни. Учасники програми не вважають себе героями, але без вагань зробили свій вибір на користь захисту України. Вони пройшли через жахіття війни, втратили побратимів, ризикували своїм життям і здоров'ям. Ця програма розповідає їхні історії, які важко описати словами, але які варто знати кожному українцю.
- "Ігри інтелекту"  – командні змагіння кмітливих та дотепних. Програма споріднена  з культовими телепроектами  “Що? Де? Коли?” та “Брейн-ринг”. Незмінний ведучий програми і її співавтор - Остап Українець.
- "Неймовірна Галичина" – розповіді про видатних галичан, які зробили великий внесок у науку, культуру, політику чи економіку Європи та світу загалом. Це люди різних національностей, які народилися, навчалися чи тривалий час працювали тут, або ті, чиї батьки були вихідцями з нашого краю.
- «Станиславів-Франківськ на початку ХХ ст» -– авторський проект Івана Гладиша, який досліджує, яким було життя галичан сто років тому через призму публікацій у газеті «Кур'єр Станіславовський». Програма здобула Міську премію імені Івана Франка в галузі літератури і журналістики 2024 року [26].
- "Храми Прикарпаття" – програма про історію та сьогодення святинь Івано-Франківщини. Розповіді про майстрів, які їх творили, та про небесних покровителів цих храмів. Дерев'яні та кам'яні церкви стали для багатьох поколінь символом надії на щасливе і мирне життя.
- "Невичерпне джерело"  – авторська програма Галини Філіпової, яка присвячена народним майстрам, колекціонерам народної ноші та старовини, а також науковцям, що досліджують народне мистецтво. Програма знайомить глядачів із багатством і різноманітністю культурної спадщини Прикарпаття, розповідаючи про традиції, ремесла та мистецтво, які передаються з покоління в покоління.
- "Веселий нотний стан" – музичний хіт-парад для дітей, де три пари маленьких ведучих представляють на голосування глядачам пісні юних артистів. Пісні місцевих та українських авторів разом із дитячою безпосередністю є родзинкою цієї програми. Глядачі самі обирають переможців шляхом голосування.
- "Спробуй наживо" – програма, у якій юні учасники мають можливість виступати з живим оркестром або інструментальним ансамблем, перевіряючи свої музичні таланти в реальних умовах.
- "Казкова майстерня" – у цій програмі маленькі учасники навчаються робити іграшки та прикраси своїми руками, водночас розповідаючи улюблені казки.
- "Країна на запах" – розважально-пізнавальна програма, яка має на меті у дещо незвичний спосіб розповісти телеглядачам про цікаві місця та непересічних особистостей нашого краю. Суть програми –  не просто зафільмувати пам’ятки архітектури чи надбання народу, а передати їхню красу чи самобутність через… органи нюху ведучих – Оксани Лісовської та Юлії Юзьків[27].
- "Ліберті Арт: Історія української сучасної музики" – авторська програма Івана Нікітіна, відверті розмови з музикантами, які творили національний музичний простір 1990-х[28].

#### Документальні та художні проєкти
Одним із важливих напрямків діяльності Івано-Франківського обласного телебачення "Галичина" є робота над документальними та художніми фільмами, особливо для дітей. Це не лише проєкти, спрямовані на збереження історичної пам'яті та культурної спадщини, але й фільми, що виховують молоде покоління через казки, музику та екологічну тематику.

##### Документальні фільми
- «Галич. Відродження давньої слави» (2019) – трисерійний документальний спецпроєкт, який переносить глядачів у княжі часи та відновлює пам'ять про велич давньої Галицької держави. Це масштабна робота, яку очолила Юлія Юзьків, що відтворює історичну значущість Галича як однієї з ключових столиць середньовічної України[29].
- «Галич. Столиця соляного краю» (2024) – документальний фільм, який розповідає про історію видобутку солі в Галичині, одну з найважливіших сторінок економічного та соціального життя регіону[30].
- «Василь Стефаник. Нехрестоматійна версія» (2021) – документальний фільм до 150-річчя Василя Стефаника, підготовлений Оксаною Тиморською. Ця стрічка розкриває особистість письменника з нетипової, невідомої багатьом сторони, показуючи його життя і творчість у новому світлі[29].
- «Марко Боєслав» (2023) – фільм Оксани Тиморської про поета УПА Михайла Дяченка, який отримав міську премію імені Івана Франка. Фільм досліджує життя і діяльність цього видатного діяча українського визвольного руху, розкриваючи його творчу спадщину та героїзм[31].
- «Родинна історія» (2020) – документальний фільм Оксани Лісовської, присвячений депортації та репресіям проти населення Західної України під час Другої світової війни. Фільм базується на розповіді тітки авторки, Ольги Лавринець, і передає трагедію цілої епохи через призму сімейної історії[32].
- «Наша дорога додому» (2021) – музичний фільм Оксани Лісовської, який розповідає про етнографічні особливості Галичини. У стрічці лунають бойківські, лемківські та гуцульські пісні у виконанні гурту «Газдиньки», а роль гуцулки виконує відома співачка Вікторія Ватащук. Фільм досліджує взаємозв'язок культури та рідної землі, показуючи різноманіття народних традицій Прикарпаття[33].

##### Художні фільми для дітей
- «Казка гірських вітрів» (2013) – перша музична казка, створена командою "Галичини". У фільмі, знятому в мальовничих куточках Прикарпаття, півфіналістка шоу "Голос діти" Христина Дутчак і Остап Українець виконали головні ролі. Ця стрічка про любов до рідної землі, дружбу і магічні елементи повсякденного життя, захоплює глядачів чарівними пригодами та місцевим колоритом[34][35].
- «Дива пташиного подвір'я» (2014) – музична казка, знята за мотивами п'єси Наталі Забіли "Коли зійде місяць". Стрічка розповідає про дивовижний світ пташиного двору та взаємодію героїв, які допомагають зберегти гармонію природи[36].
- «Дивовижні пригоди незвичайної принцеси» – казка за мотивами твору Всеволода Нестайка, де діти стають головними акторами й отримують можливість втілити образи персонажів, схожих на себе за темпераментом. Казка підкреслює важливість рівності та співпраці серед дітей[37].
- «Діти. Квіти. Чудеса» (2017) – екологічна музична казка, що переносить глядачів у чарівний світ рослин, які вчать дітей берегти природу і творити добро. Головні ролі виконали ведучі програми "Веселий нотний стан" та учасники вокальної студії "Ліра".[38]

### Соціальні проєкти
Одним із важливих аспектів діяльності Івано-Франківського обласного телебачення "Галичина" є його участь у соціальних проектах, спрямованих на допомогу вразливим групам населення та підтримку молоді.
«Дай старт молодим» (2010). У 2010 році телеканал став співорганізатором соціального проєкту «Дай старт молодим». Цей проєкт мав на меті підтримку молодих, ідейних та ініціативних людей, допомагаючи їм у реалізації цікавих ідей та проєктів. Учасники отримували фінансову підтримку на свої соціально значущі ініціативи, що сприяло розвитку молодіжного руху на Прикарпатті.
Телемарафон «Жити і вірити» (2013). У 2013 році «Галичина» організувала телемарафон «Жити і вірити», метою якого був збір коштів для створення першого в Україні дитячого хоспісного відділення у місті Надвірна. Завдяки зусиллям телекомпанії та глядачів на рахунок благодійного фонду «Мати Тереза» надійшло понад 185 тисяч гривень. Цей проєкт мав значний резонанс і показав силу медіа в об'єднанні суспільства для допомоги тим, хто цього потребує.
Медіашкола Як зазначив генеральний директор ОТБ “Галичина” Ігор Дебенко:
|  | "Як би це передоксально не звучало, але гірський характер території Прикарпаття і сьогодні не дозволяє повністю охопити усю область сигналом цифрового мовлення Т2, що в сучасних реаліях відіграє значну соціальну функцію. Існуючі вишки Концерну радіомовлення, радіозв'язку та телебачення (ІФФ КРРТ) – просто «фізично» не накривають всю область. З цієї причини «Галичина» свого часу розпочала паралельно супутникове мовлення, щоби кожен охочий мав доступ до програм обласного телебачення, розвивало співпрацю з кабельними провайдерами області та країни загалом, OTT-сервісами та IPTV-платформами. |

У 2017 році телеканал спробував запустити медіашколу на власній базі. Метою проєкту було навчити молодь навичок роботи в медіасфері, зокрема, у сфері телевізійного виробництва. Школа пропонувала практичні заняття, що дозволяли студентам освоїти професію журналіста, оператора та режисера.
«Сила матері» (2024). Один із наймасштабніших соціальних проєктів останніх років — благодійна ініціатива «Сила матері», організована в 2024 році. Проєкт був присвячений збору коштів для реабілітаційного центру «Тепло крилатої душі», заснованого матір'ю Героя України, льотчика-винищувача Степана Тарабалки. Протягом трьох місяців тематичного збору вдалося залучити значну суму коштів. Головною подією став концерт до Дня Матері в Івано-Франківській обласній філармонії, на якому зібрали 174 296 гривень. Додатково, під час заходів у Коломиї та Івано-Франківську було зібрано ще 87 000 і 100 000 гривень відповідно. У результаті, разом із волонтерськими внесками, вдалося акумулювати понад 800 000 гривень на будівництво дерев’яного будинку для реабілітації. Цей будинок, що буде розташований на території центру, включатиме їдальню, конференц-зал і житлові приміщення для учасників реабілітації.